# Гојмановац
Гојмановац је насеље у Србији у општини Сврљиг у Нишавском округу. Према попису из 2022. било је 38 становника (према попису из 2002. било је 94 становника).

## Демографија
У насељу Гојмановац живи 94 пунолетна становника, а просечна старост становништва износи 74,0 година (71,5 код мушкараца и 78,4 код жена). У насељу има 23 домаћинстава, а просечан број чланова по домаћинству је 1,65.
Становништво у овом насељу веома је нехомогено.
|  |

| Демографија | Демографија | Демографија |
| Година      | Становника  | Становника  |
| ----------- | ----------- | ----------- |
| 1948.       | 383         |             |
| 1953.       | 377         |             |
| 1961.       | 347         |             |
| 1971.       | 309         |             |
| 1981.       | 211         |             |
| 1991.       | 137         | 137         |
| 2002.       | 94          | 94          |
| 2011.       | 66          |             |
| 2022.       | 38          |             |

| Етнички састав према попису из 2002.‍ | Етнички састав према попису из 2002.‍ | Етнички састав према попису из 2002.‍ | Етнички састав према попису из 2002.‍ | Етнички састав према попису из 2002.‍ |
| ------------------------------------ | ------------------------------------ | ------------------------------------ | ------------------------------------ | ------------------------------------ |
|                                      |                                      |                                      |                                      |                                      |
| Срби                                 | Срби                                 |                                      | 39                                   | 41,48%                               |
| непознато                            | непознато                            |                                      | 55                                   | 58,51%                               |

| Година пописа     | 1948. | 1953. | 1961. | 1971. | 1981. | 1991. | 2002. |
| ----------------- | ----- | ----- | ----- | ----- | ----- | ----- | ----- |
| Број домаћинстава | 58    | 65    | 67    | 63    | 61    | 55    | 49    |

| Број чланова      | 1  | 2  | 3 | 4 | 5 | 6 | 7 | 8 | 9 | 10 и више | Просек |
| ----------------- | -- | -- | - | - | - | - | - | - | - | --------- | ------ |
| Број домаћинстава | 14 | 26 | 8 | 1 | 0 | 0 | 0 | 0 | 0 | 0         | 1,92   |

| Пол    | Укупно | Неожењен/Неудата | Ожењен/Удата | Удовац/Удовица | Разведен/Разведена | Непознато |
| ------ | ------ | ---------------- | ------------ | -------------- | ------------------ | --------- |
| Мушки  | 47     | 7                | 32           | 7              | 0                  | 1         |
| Женски | 47     | 1                | 33           | 12             | 0                  | 1         |
| УКУПНО | 94     | 8                | 65           | 19             | 0                  | 2         |

| Пол    | Укупно                    | Пољопривреда, лов и шумарство | Рибарство                            | Вађење руде и камена | Прерађивачка индустрија       |
| ------ | ------------------------- | ----------------------------- | ------------------------------------ | -------------------- | ----------------------------- |
| Мушки  | 21                        | 12                            | 0                                    | 0                    | 5                             |
| Женски | 18                        | 17                            | 0                                    | 0                    | 0                             |
| УКУПНО | 39                        | 29                            | 0                                    | 0                    | 5                             |
| Пол    | Производња и снабдевање   | Грађевинарство                | Трговина                             | Хотели и ресторани   | Саобраћај, складиштење и везе |
| Мушки  | 0                         | 0                             | 0                                    | 0                    | 2                             |
| Женски | 0                         | 0                             | 0                                    | 0                    | 0                             |
| УКУПНО | 0                         | 0                             | 0                                    | 0                    | 2                             |
| Пол    | Финансијско посредовање   | Некретнине                    | Државна управа и одбрана             | Образовање           | Здравствени и социјални рад   |
| Мушки  | 0                         | 0                             | 0                                    | 0                    | 0                             |
| Женски | 0                         | 0                             | 0                                    | 0                    | 0                             |
| УКУПНО | 0                         | 0                             | 0                                    | 0                    | 0                             |
| Пол    | Остале услужне активности | Приватна домаћинства          | Екстериторијалне организације и тела | Непознато            | Непознато                     |
| Мушки  | 0                         | 0                             | 0                                    | 2                    | 2                             |
| Женски | 0                         | 0                             | 0                                    | 1                    | 1                             |
| УКУПНО | 0                         | 0                             | 0                                    | 3                    | 3                             |